# Wolfsthal
Wolfsthal là một thị trấn ở huyện Bruck an der Leitha trong bang Niederösterreich ở nước Áo. Đô thị này có diện tích 21,77 km², dân số thời điểm tháng 6 năm 2009 là 833 người. Đô thị này, cùng với Berg đã từng thuộưc đô thị Wolfsthal-Berg cho đến năm 1996. Đô thị này nằm gần bên sông Danube và Bratislava ở Slovakia. 